# Zilog
Zilog, Inc. — американський виробник мікропроцесорів, а також 8- і 16-бітних мікроконтролерів.
Їхніми найвідомішими продуктами є серія 8-розрядних мікропроцесорів Z80, які були сумісні з Intel 8080, але значно дешевші. Процесори Z80 широко використовувалися протягом 1980-х років у багатьох популярних домашніх комп'ютерах, таких як TRS-80, MSX, Amstrad CPC і ZX Spectrum, а також в аркадних іграх, таких як Pac-Man. Компанія також виробляла 16- і 32-розрядні процесори, але вони не були популярними. З 1990-х років компанія зосередилася на ринку мікроконтролерів.
Назва (вимова різна) є абревіатурою інтегрованої логіки Z, також вважається «Z останнього слова інтегрованої логіки». У відео інтерв'ю з усною історією, яке Федеріко Феггін (співзасновник Zilog) записав для Музею історії комп'ютерів, він послідовно вимовляє Zilog з довгим «i» ([ˈzaɪlɒɡ]).

## Історія
Zilog започаткували в Каліфорнії в 1974 році Федеріко Феггін і Ральф Унгерманн, які звільнилися з Intel після роботи над мікропроцесорами 4004 і 8080. Масатоші Шіма, який також працював з Феггіном над 4004 і 8080, приєднався до Zilog у 1975 році Унгерманн посварився з Феггіном і покинув Zilog у 1978 році.
1 січня 1979 року компанія Zilog випустила перший випуск коміксів «Капітан Зілог», у якому розповідалося про комп'ютер Z8000. Z8000, представлений того року, був першим 16-розрядним мікропроцесором компанії.
У 1980 році компанія стала дочірньою компанією Exxon. Exxon спочатку зробила великі інвестиції в 51 відсоток компанії, перш ніж купити її повністю; однак керівництво та співробітники купили його ще в 1989 році на чолі з Едгаром Саком.

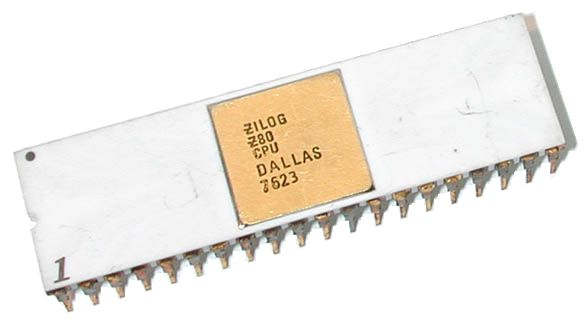
Перші екземпляри легендарного процесора Zilog Z80

Zilog стала публічною у 1991 році, але була придбана у 1998 році компанією Texas Pacific Group за 527 мільйонів доларів. Кертіс Кроуфорд змінив напрямок компанії на 32-розрядні процесори.
У 1999 році Zilog придбала Production Languages Corporation за невизначену суму менше 10 мільйонів доларів. Облігації були продані проти компанії для фінансування нових розробок, але після того, як інтернет-бульбашка лопнула в 2000 році та, як наслідок, знизився попит клієнтів на продукти, Кертіса Кроуфорда змінив Джеймс (Джим) Торберн, який наприкінці 2001 року реорганізував компанію відповідно до 11 розділу кодексу США про банкротство і переорієнтував її на ринок 8- та 16-розрядних мікроконтролерів.

Джим Торберн вивів Zilog на прибутковість, і до 2007 продажі Zilog склали 82 мільйони доларів. За цей час компанія розробила Z8 Encore! Сімейства продуктів 8-розрядного MCU та 16-розрядного Flash MCU Zneo. У лютому 2007 року Zilog найняв Даріна Біллербека замість Джима Торберна на посаді генерального директора.
Останній раз, компанія Zilog представила нові 8-розрядні мікроконтролери у 2007 році. продажі в 2008 році впали на 20 % до 67,2 мільйона доларів. Продажі впали на 46 % у 2009 фінансовому році до 36,2 мільйона доларів.
У січні 2008 року Zilog відхилив пропозицію Universal Electronics Inc. про придбання компанії.
19 лютого 2009 року компанія Zilog оголосила, що продала свою 8-розрядну лінійку інфрачервоних мікроконтролерів Crimzon Universal Remote Control, а також 32-розрядні мікроконтролери ARM9, включаючи мікроконтролери безпеки Zatara та 15 патентів, компанії Maxim Integrated Products. Виробник пультів дистанційного керування Universal Electronics Inc. придбав усе програмне забезпечення Zilog та активи інтелектуальної власності, пов'язані з бізнесом універсального пульта дистанційного керування Zilog, включаючи весь код ПЗУ, програмне забезпечення та базу даних інфрачервоних кодів. Zilog продав ці активи за 31 мільйон доларів готівкою.
У грудні 2009 року корпорація IXYS купила компанію за 62,4 мільйона доларів готівкою, що було значно нижче ринкової оцінки акцій Zilog на той час. Деталі придбання з'ясовуються.

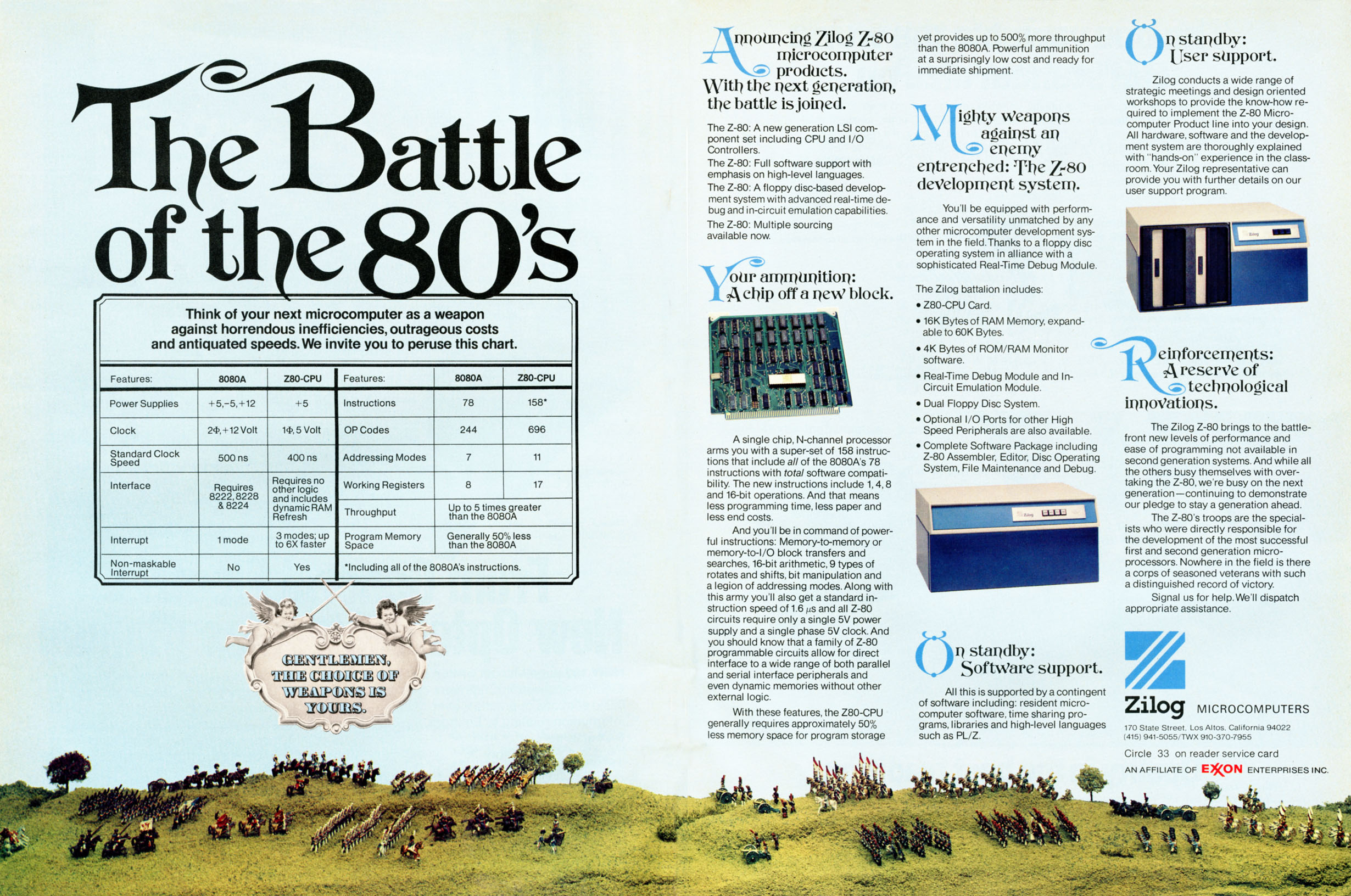
реклама 8-розрядного процесора z80

З початку 2010 року Zilog переорієнтувався на промислові та споживчі ринки пристроїв виявлення руху, керування двигунами, радіочастотного бездротового зв'язку та додатків безпеки, і в даний час виробляє ряд еталонних проектів, які інтегрують його 8- та 16-розрядні мікроконтролери.
У лютому 2012 року компанія Zilog оголосила про випуск свого сімейства мікроконтролерів Z8051. Пізніше того ж року Zilog оголосила про своє рішення ZGATE Embedded Security, яке включає в себе його eZ80F91 MCU та стек TCP/IP із вбудованим брандмауером для забезпечення захисту від кіберзагроз і атак на рівні чіпа.
У серпні 2017 року компанія Zilog і її материнська корпорація IXYS були придбані Littelfuse Inc в обмін на 750 мільйонів доларів готівкою та акціями.

## Мікропроцесори

### Z80
Z80 є вдосконаленою реалізацією архітектури Intel 8080 із суттєвими розширеннями реєстру та набору інструкцій, а також із доданими функціями апаратного інтерфейсу. На момент представлення Z80 був швидшим, потужнішим і набагато дешевшим, ніж 8080. Поряд із 6502, Z80 був одним із найпопулярніших 8-розрядних процесорів для мікрокомп'ютерів загального призначення з кінця 1970-х до 1980-х років, і сучасні версії КМОП обох ЦП все ще виробляються та використовуються сьогодні (станом на травень 2021). ЦП Z80 використовувався в домашніх комп'ютерах Sinclair ZX80, ZX81, ZX Spectrum і Amstrad CPC, а також в архітектурі MSX і Microbee і Tandy TRS-80 (моделі I, II, III, 4 та інші). Відомо, що операційна система CP/M-80 (та її величезна бібліотека програмного забезпечення, що включає такі хіти, як WordStar і dBase), є дисковою операційною системою Z80, і її успіх частково пояснюється популярністю Z80. Корпорація Digital Equipment Corporation Rainbow 100 так само додала Z80 до комп'ютера MS-DOS на базі Intel 8088, щоб на машині можна було запускати програмне забезпечення MS-DOS і CP/M.
Z80 був найкращим вибором для творців відеоігор під час Золотої доби аркадних відеоігор: Z80 використовував автомат з Pac-Man, два Z80 у Scramble і три в кожній Galaga. Z80 був центральнийм процесор ігрових приставок ColecoVision (1982) і Sega Master System (1986) і Game Gear (1990).
У 1990-х роках Z80 використовувався в серії графічних калькуляторів Texas Instruments, а також як допоміжний процесор у Sega Genesis.

### Інші чіпи
Після Z80 Zilog представла 16-розрядні процесори Z8000 і 32-розрядні Z80000, але вони не були особливо успішними, і компанія переорієнтувалася на ринок мікроконтролерів, виробляючи як і базові ЦП, так і спеціальні інтегральні схеми/стандартні продукти ASIC/ASSP. Крім виробництва процесорів, Zilog також виробляє кілька інших компонентів. Одним із найвідоміших був контролер послідовного зв'язку Zilog SCC, який використовувався на ранніх версіях Apple Macintosh, Sun SPARCstations і SPARCservers аж до SPARCstation 20.
Zilog також створив системний підрозділ, який розробив Zilog System 8000, багатокористувацьку комп'ютерну систему на базі Z8000 або Z80000, яка працює на похідній від Unix під назвою ZEUS (Zilog Enhanced UNIX System).
Компанія Zilog спробувала вийти на ринок 32-розрядних мікроконтролерів у лютому 2006 року, продемонструвавши лінію мікроконтролерів POS на базі ARM9. Кінцевий продукт випустили у 2007 році під назвою Zatara. Продажі були невтішними, і вся серія ARM9 була продана Maxim Integrated Products у 2009 році.
Zilog також виробляв одноплатні комп'ютери Zdots. Він включає в себе контролер Zilog eZ80AcclaimPlus, 1 МБ флеш-пам'яті, 512 КБ SRAM, контролер 10BaseT Ethernet, трансивер IrDA, 2 x 60-контактний інтерфейс розширення системи з повною шиною/сигналами керування MPU, роз'єм Ethernet RJ-45. Версія з детектором руху включає Z8 Encore! XP MCU.

## Список товарів

### Сімейства мікропроцесорів
- Zilog Z80 (1976)
- Zilog Z8000 (приблизно 1978)
- Zilog Z800 (1985)
- Zilog Z80000 (кінець 1985)
- Zilog Z280 (початок 1986)
- Zilog Z180 (кінець 1986)

### Сімейства мікроконтролерів
- Zilog Z380 (1994)
- Zilog Z8 Encore!
- Zilog Z8 Encore! XP
- Zilog eZ80 (2001)
- Zilog eZ8 (2005)
- Zilog Z16F, ZNEO, 16-розрядний мікроконтролер (2006)
- Zilog Z8051 (2011)

### Контролери зв'язку
- Чіпи USART Z8030/Z8530 SCC і Z80230/Z85230 ESCC
- Адаптер Z16017/Z16M17/Z86017 PCMCIA
- Мікропроцесор Z80382/Z8L382
- Контролер протоколу SCSI Z5380 (на основі NCR 5380)
- Однокристальний модем серії Z022

#### Виявлення руху
- ZEPIR0AAS02MODG — модуль виявлення руху ZMOTION™
- Z8FS040 ZMOTION™ MCU — мікроконтролер із вбудованими алгоритмами виявлення руху
- Z8FS021A — ZMOTION™ Intrusion MCU — мікроконтролер із вбудованими алгоритмами виявлення руху вторгнення

### Контролери телевізорів
- Z90231
- Z90233
- Z90251
- Z90255

#### Декодери 21 лінії
- Z86129/Z86130/Z86131
- Z86228/Z86229/Z86230

#### Одноплатні комп'ютери
- Zdots eZ80F91

## Дивитися також
- Z80-RIO
- Прикладні цифрові системи даних
- LaFarr Stuart, 4-й співробітник Zilog